# Héctor Rafael Rodríguez Rodríguez

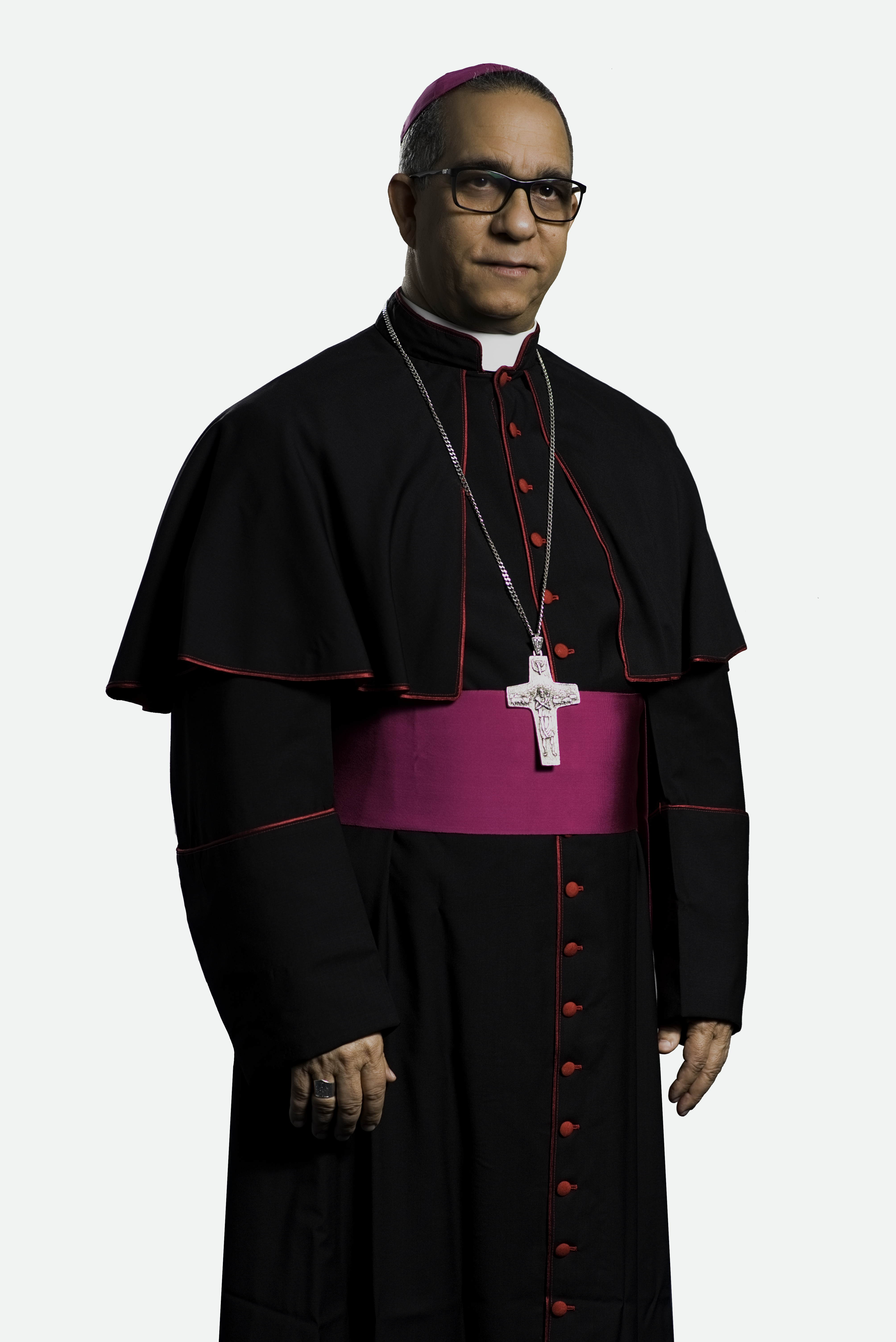
Héctor Rafael Rodríguez Rodríguez (2017)

Wappen von Hector Héctor Rafael Rodríguez Rodríguez als Erzbischof

Héctor Rafael Rodríguez Rodríguez MSC (* 13. Januar 1961 in Sánchez, Provinz Samaná) ist ein dominikanischer Ordensgeistlicher und römisch-katholischer Erzbischof von Santiago de los Caballeros.

## Leben
Héctor Rafael Rodríguez Rodríguez trat der Ordensgemeinschaft der Herz-Jesu-Missionare bei und empfing am 1989 die Priesterweihe.
Papst Franziskus ernannte ihn am 23. Februar 2015 zum Bischof von La Vega. Die Bischofsweihe spendete ihm der Erzbischof von Santo Domingo, Nicolás de Jesús Kardinal López Rodríguez, am 9. Mai desselben Jahres; Mitkonsekratoren waren sein Amtsvorgänger Antonio Camilo González und Valentin Reynoso Hidalgo, Weihbischof in Santiago de los Caballeros.
Am 7. Oktober 2023 ernannte ihn Papst Franziskus zum Erzbischof von Santiago de los Caballeros. Die Amtseinführung fand am 2. Dezember desselben Jahres statt.
Seit Juli 2023 ist Héctor Rafael Rodríguez Rodríguez zudem Präsident der Dominikanischen Bischofskonferenz.